# Goplana australis
Goplana australis är en svampart som beskrevs av Y. Ono & J.F. Hennen 1982. Goplana australis ingår i släktet Goplana och familjen Chaconiaceae.   Inga underarter finns listade i Catalogue of Life.